# Maxillaria pleiantha
Maxillaria pleiantha är en orkidéart som beskrevs av Rudolf Schlechter. Maxillaria pleiantha ingår i släktet Maxillaria och familjen orkidéer.
Artens utbredningsområde är Colombia. Inga underarter finns listade i Catalogue of Life.